# Dengeki Stryker
Dengeki Striker (電激ストライカー?, Dengeki sutoraikā) è una visual novel giapponese sviluppata e pubblicata dalla OVERDRIVE il 24 giugno 2011 per Microsoft Windows. Il 27 luglio 2012 ne ha pubblicato una nuova versione chiamata Cho Dengeki Striker che aggiunge un nuovo personaggio alla storia, tre nuovi archi narrativi e nuovi effetti grafici animati nei combattimenti.
La versione inglese è stata pubblicata dalla MangaGamer il 22 giugno 2012, acquistabile tramite download, quindi il 28 marzo 2014 è stato pubblicato anche Cho Dengeki Stryker. Infine, il 19 settembre dello stesso anno, ha pubblicato anche una versione di quest'ultimo adatta a tutte le età.

## Trama
Yamato è un bambino con un grande senso di giustizia che vuole diventare un eroe come quello dei manga che legge. Cerca sempre di proteggere la sua amica d'infanzia Haruna dai bulli, ma viene sempre malmenato. Un giorno, l'amica gli confida che si dovrà trasferire il giorno dopo. Disperato, Yamato si ritrova a piangere presso un antico tempio dove incontra un misterioso uomo anziano che si fa chimare "Memory Collector" e che gli offre di esaudire un desiderio in cambio di ricordi. Yamato accetta e desidera di diventare uno Stryker, il supereroe del manga che adora; il "Memory Collector" esaudisce il suo desiderio, ma in cambio gli sottrae tutti i suoi ricordi. Yamato si risveglia così pensando di essere Stryker Zero, il cyborg dell'impero giapponese che difende la sua nazione dai cyborg del malvagio impero Balbora.
Dieci anni dopo, fanno misteriosamente la loro comparsa delle persone con superpoteri che affermano di essere l'avanguardia dell'impero Balbora con il compito di spianare la strada per l'invasione del Giappone. Nessuno riesce a fermarli se non Yamato, trasformato in Stryker Zero, che li costringe a ritirarsi per riorganizzarsi.
Yamato si trasferisce in città per poterla proteggere da nuovi attacchi, ma paradossalmente finisce per andare a vivere nell'appartamento di fianco a quello in cui si sono rifugiati i cyborg di Balbora. Entrambi gli schieramenti finiscono così per diventare amici nelle loro identità di copertura, per poi fronteggiarsi in battaglia ogni qual volta i cyborg di Balbora tentanto un nuovo attacco.

## Modalità di gioco
Come la maggior parte delle visual novel, la giocabilità di Dengeki Striker consiste nel leggere il testo accompagnato dalle immagini dei personaggi e da fondali fissi, effettuando alcune scelte che andranno a modificare leggermente i dialoghi e in seguito a determinare in quale degli archi narrativi il gioco proseguirà.
Saghe
Il gioco possiede sei diversi archi narrativi di lunghezza variabile, ognuno dei quali si focalizza su un'eroina o su un eroe, tuttavia possiede solo "good ending". Alcune saghe sono consecutive ad altre, altre lo sono ma ignorano l'epilogo della saga precedente, mentre altre sono completamente slegate dal resto. In alcune saghe alcuni personaggi possono essere nemici, mentre in altre preziosi alleati. Alcuni personaggi muoiono in una saga per cui non sono presenti in quella successiva, mentre in un'altra sono personaggi rilevanti e in un'altra ancora hanno un ruolo marginale.
- Zero Saga: è l'arco narrativo iniziale che si concentra su Haruna. Possiede undici capitoli.
- Heaven Saga: è l'arco narrativo che si focalizza su Sayaka. Si divide dalla Zero Saga a partire dal capitolo 6 e prosegue fino al capitolo 10.
- Sky Saga: ambientata subito dopo la Heaven Saga, ha per protagonista Mirror ed è composto da tre capitoli. Questa saga si può considerare l'epilogo della versione originale del gioco. Dopo averla completata si avrà accesso a due scene extra selezionabili dal menù principale.
- Love Saga: è una saga autoconclusiva e indipendente che si divide dalla Zero Saga dal capitolo 6 e si concentra su Hilko. Si conclude con il capitolo 11. Presente solo in Cho Dengeki Stryker.
- Steel Saga: è un arco narrativo ambientato subito dopo la Zero Saga, ma in una variante dove Haruna viene lasciata da parte. La saga si concentra su Rin e Clie, possiede undici capitoli e due epiloghi diversi a seconda delle scelte effettuate. Presente solo in Cho Dengeki Stryker.
- Light Saga: accessibile solo dopo avere completato la Steel Saga con entrambi i finali, è ambientata subito dopo di essa, ma ignorandone l'epilogo. La saga è composta di quattro capitoli e si concentra sul protagonista, chiudendo tutte le questioni in sospeso e concludendosi con un finale che si può ritenere il più positivo tra tutti. Presente solo in Cho Dengeki Stryker.

## Personaggi

### Stryker e alleati
Gli Imperial All-Terrain Strike Support Ranger, o più semplicemente Stryker, sono cyborg sviluppati dal Giappone per difendersi dai cyborg dell'impero di Balbora, suo nemico. Sono soldati devoti alla difesa della popolazione e della città dai nemici, dotati di alcune unità chiamate Stryker Drives utilizzate per aumentare grandemente le loro capacità combattive. Queste unità sono di dieci tipi diversi e permettono ad esempio agli Stryker di aumentare la velocità di movimento, scagliare fulmini, proiettare fasci di plasma o creare lame di energia; tutti i poteri sono legati all'elettricità. Ogni Stryker è anche in grado di volare a piacimento.
Yamato Yuuki (結城 ヤマト?, Yūki Yamato) / Stryker Zero (ストライカー零?, Sutoraikā Zero), (Seiyū Haruhito Sakuragawa)
È il protagonista del gioco. Yamato è un ragazzo giusto e coraggioso che combatte come Stryker Zero l'avanguardia di Balbora che attacca ripetutamente la sua città. Durante il resto del tempo, conduce una tranquilla vita da studente mantenendosi sempre allerta per gli attacchi nemici. Pur essendo onesto e disponibile, si comporta spesso in modo strano, evitando ogni domanda in merito e sostenendo che ciò che fa è "classificato".
Haruna Hongo (本郷 はるな?, Hongo Haruna), (Seiyū Azuma Yui)
Haruna è l'amica d'infanzia di Yamato. È una ragazza allegra e spensierata e grande amica di Sayaka. Quando ritrova Yamato, rimane delusa del fatto che il ragazzo non si ricordi di lei, ma non demorde e continuerà a cercare di fargli ricordare di quando erano grandi amici da bambini.
Sayaka Ichimonji (一文字 さやか?, Ichimonji Sayaka), (Seiyū Hiromi Igarashi)
Sayaka è un'amica di Haruna e compagna di classe sua e di Yamato. Dopo la scuola aiuta il padre nella gestione di una tavola calda. Yamato, non avendo la televisione in casa, passa moltissimo tempo alla tavola calda per potere essere subito all'armato dai notiziari nel caso di qualche attacco. A causa di ciò e altri suoi comportamenti bizzarri, si arrabbia spesso con lui che non spiega le sue motivazioni sostenendo che sono "classificate".
Jack (ジャック?, Jakku), (Seiyū Homi Momoi)
Autoproclamato e autodidatta ninja proveniente dal Texas, usa lo pseudonimo Jack poiché ha letto che i ninja non rivelano mai il proprio nome. Giunto in Giappone, viene trovato per strada da Yamato e portato a casa per essere sfamato. Jack scopre così che gli shōgun sono ormai scomparsi, quindi giura fedeltà a Yamato, grato per essere stato salvato. In seguito aiuterà fedelmente il suo "sovrano" dandogli supporto nei combattimenti. Sebbene tutti trattino Jack come maschio e nessuno ponga in discussione la cosa, il gioco fa intendere più o meno palesemente che è in realtà femmina.
Ichirou (イチロー?, Ichirou) / Stryker Ten (ストライカー てん?, Sutoraikā Ten)
Ichirou, noto soprattutto come Stryker Ten, è un vecchio compagno d'armi di Stryker Zero. Il suo corpo è quasi interamente sostituito da metallo, ma possiede ancora parti umane.

### Impero Balbora
Balbora è un impero malvagio non lontano dalle coste del Giappone, governato da un misterioso imperatore. Il suo esercito è formato da soldati bionici armati di armi bianche o armi da fuoco. I suoi ufficiali sono invece cyborg caratterizzati da superpoteri. Ad ogni modo, tutti i soldati sono in grado di volare a piacimento.
Rin Kazami (風見 リン?, Kazami Rin), (Seiyū Gogyō Nazuna)
Rin è un caporale dell'avanguardia di Balbora. Tuttavia, non possiede poteri particolari e sembra avere più funzioni di attendente. Quando l'avanguardia si stabilisce in città, decidono di iscriverla a scuola per farla infiltrare come spia. Seppure fedele al suo paese, Rin è una ragazza gentile, anche se timida. Sogna spesso ad occhi aperti soffermandosi a pensare di parlare ai suoi genitori di quanto sta accadendo. È anche infatuata di Mirror.
Mirror (ミラー?, Mirā), (Seiyū Megumi Ogata)
Il colonnello Mirror è il giovane comandante della spedizione di Balbora, tuttavia si separa subito dal gruppo al suo arrivo in città lasciando il comando a Murray. Sembra capace di emulare i superpoteri di tutti i suoi sottoposti.
Murray (マリー?, Marī), (Seiyū Misode Sakaki)
Il capitano Murray è il sostituto comandante dell'avanguarda di Balbora. È una donna robusta di mezz'età con marito e figli nel suo Paese natale. Non sembra avere particolari poteri, ma possiede un'ottima mira con il fucile.
Daniel (ダニエル?, Danieru, (Seiyū Son Amanoyumera)
Il capitano Daniel è un altro dei cyborg di Balbora. È un uomo di mezz'età dai lineamenti allungati; si comporta spesso con eleganza, riservando la sua spietatezza in combattimento. È in grado di manipolare la gravità schiacciando al suolo gli avversari.
Roches (ロッシュ?, Rosshu), (Seiyū Pretty Rickey)
"Silverado" Roches è un tenente di Balbora. È un ragazzo che a differenza degli altri non indossa la divisa, ma indossa una giacca di pelle nera. È in grado di creare dal nulla delle spade argentate e muoverle a piacimento o impugnarle per combattere. Quando conosce Yamato, afferma di chiamarsi "Mikhail" per mascherare la sua identità.
Phoenix (フェニックス?, Fenikkusu, (Seiyū Kikunosuke Izumi)
"Hellfire" Phoenix è un altro tenente di Balbora. Come Roches sembra avere poco interesse a tenere la divisa in ordine e condivide anche il suo atteggiamento spregiudicato. È in grado di creare e manipolare fiamme. Il suo nome di copertura è "Flame".
Hilko (ヒルコ?, Hiruko), (Seiyū Yuri Himuro)
Il sottotenente Hilko è una giovane ragazza di Balbora. È molto vanitosa e, come da lei stessa affermato, è entrata nell'esercito solo per il denaro. In combattimento utilizza poteri psicocinetici. Il suo nome di copertura è "Hilka".
Duran (デュラン?, Duran, (Seiyū Tarou Oosaka)
"Brainiac" Duran è un sergente maggiore di Balbora. È di statura molto bassa e ha il viso parzialmente di metallo. Non possiede poteri speciali, ma ha una mente brillante ed è capace di creare armi. In combattimento usa moltissime armi collegate al suo corpo con bracci meccanici. È anche follemente innamorato di Hilko.
Orson (オルソン?, Oruson), (Seiyū Ken Yamaguchi)
Orson è un sergente maggiore di Balbora. È un uomo imponente con il volto coperto da una maschera bianca senza espressione. Emette solo dei versi, ma non sembra avere problemi a comprendere gli altri. Possiede una forza sovrumana.
Joseph (ジョセフ?, Josefu), (Seiyū Tapioka Opan)
Joseph è un cane welsh corgi pembroke geneticamente modificato con personalità umana. Tuttavia, possiede ancora istinti canini. Possiede artigli affilati ed è in grado di sputare fuoco dalla bocca. Possiede il grado di sergente maggiore.
Curtis (カーチス?, Kāchisu), (Seiyū Ken Yamaguchi)
Il generale di brigata Curtis è un alto ufficiale di Balbora e comandante del suo esercito. È colui che invia l'avanguardia di Balbora in Giappone. È senza dubbio il cyborg più forte dell'impero e a differenza degli altri è malvagio e senza scrupoli. È il vero nemico in tutte le saghe in cui appare. È in grado di tramutare le braccia in lame affilate o mitragliatrici gatling.
Schneider (シュナイダー?, Shunaidā)
Schneider è il padrone nel negozio Nevermore, ma è in realtà un soldato di Balbora. Il suo grado non viene specificato ma viene definito come "ufficiale dello Staff". Aiuta Curtis in tutte le saghe in cui appare.
Clie (クリエ?, Kurie), (Seiyū Megumi Hikawa)
Il tenente colonnello "Iron" Clie è la sorella di Rin e un abile soldato di Balbora. Possiede un braccio completamente meccanico ed è molto abile con la spada.

### Altri
Memory Collector (思い出コレクター?, Omoide korekutā, (Seiyū Min Shijuu)
È il misterioso uomo che priva Yamato dei suoi ricordi. Ha l'aspetto di un uomo anziano vestito elegante, con un bastone e un cilindro. Sebbene la sua apparenza innocua, non ha scrupoli nel suo "lavoro".
Daisuke Yuuki (結城大介?, Yūki Daisuke)
È il padre di Yamato. Vive ancora con la moglie al villaggio di Yamanaka.
Hiromi Yuuki (結城 ひろみ?, Yūki Hiromi)
È la madre di Yamato. È molto apprensiva verso suo figlio.
Hajime Ichimonji (一文字 一?, Ichimonji Hajime)
È il padre di Sayaka e il gestore del café Ichimonji. A differenza della figlia tollera senza problemi la presenza continua di Yamato.

## Sviluppo
Deardrops è il sesto progetto della OVERDRIVE. Il progetto è stato gestito da Katakura Shinji, la sceneggiatura è stata scritta da Katsunori Kobayashi.  I filmati del gioco sono stati creati da Iris Motion Graphics.

## Musiche
La produzione musicale è stata affidata alla band milktube, mentre le canzoni sono cantante da Masaaki Endō. Il 27 luglio 2011 è stato pubblicato l'album contenente le musiche originali del gioco, intitolato "STRYKERS". Un secondo album vocale è stato pubblicato il 1º luglio 2012, intitolato "For your Future", mentre il 1º settembre 2012 è stato pubblicato l'album contenente le musiche di Cho Dengeki Stryker, sempre intitolato "For your Future".

## Accoglienza
Dengeki Stryker è stato accolto molto positivamente dalla critica, che ha lodato in particolare il comparto audio e la caratterizzazione dei personaggi. Tra le caratteristiche per cui è stato apprezzato c'è anche il fatto sapere fondere bene insieme tematiche tipiche delle visual novel a quelle di uno shonen. In particolare, è stato apprezzato Cho Dengeki Stryker, sia per le saghe e i personaggi introdotti o approfonditi, sia poiché risolve alcuni misteri lasciati dal titolo originale.